# De stiefmoeder van Urbanus
De stiefmoeder van Urbanus is het 52e album uit de stripreeks De avonturen van Urbanus.

## Plot
Nu Eufrazie er niet meer is, zoekt Cesar een nieuwe vrouw. Hij heeft al snel succes bij de bevallige Allumetta. Maar ze neemt Cesar in de maling, ze is er enkel op uit de code van Nonkel Fillemons brandkast te weten te komen. Helemaal op het einde van het verhaal komt dan nog een heel opmerkelijke eigenschap van Allumetta aan het licht.